# Traversari
I Traversari (o domus Traversariorum, secondo i cronisti medievali) sono una famiglia nobiliare italiana. La dinastia vide la propria storia legata soprattutto alla città di Ravenna (che dominò tra i secoli XII e XIII) e fu resa illustre non solo da cavalieri, capitani e duchi, ma anche da donne incoronate e regine e da sacerdoti, frati, vescovi e santi. Traversari furono pure poeti, scrittori, pittori e musicisti. San Romualdo era figlio del duca Sergio degli Onesti di Ravenna e di Traversara Traversari figlia di Teodoro Traversari, figlia di Paolo I Traversari. Nato nel 952, si fece monaco dell'ordine di San Benedetto e fondò nel 1012 la casa religiosa di Camaldoli che diede il nome alla Congregazione dei Camaldolesi. Storico anche il Laghetto Traversari, sorto nei pressi.
Traversara Traversari era moglie di Sergio Duca di Ravenna, che a sua volta era un discendente di Geremia Duca franco di Colonia, dal quale discesero le famiglie dei Geremei di Bologna, Da Polenta, Maffei di Bologna e Verona, Buvatelli, ec., tutte famiglie guelfe legate alla Santa Sede, dalle quali discesero innumerevoli uomini illustri di Chiesa.

## Origini
Il casato aveva il vanto di antichissime origini, risalenti alla fine del V secolo. Il capostipite sarebbe stato Teodoro, un generale degli Eruli, il popolo guidato da re Odoacre che nel 476 assunse il controllo di Ravenna segnando la fine dell'Impero Romano d'Occidente. Teodoro avrebbe fatto edificare in mezzo alla pianura solcata dal Lamone il castello di Traversara, da cui più tardi i suoi discendenti avrebbero preso il cognome.
Dopo la morte di Odoacre, intorno al 490 Teodoro Traversari passò sotto il servizio del nuovo vincitore Teodorico, re degli Ostrogoti, diventando duca, titolo trasferibile anche ai suoi discendenti. Nominato Prefetto di Ravenna, Teodoro divenne successivamente Patrizio; poi venne eletto Console. Dopo la morte di Teodorico, l'Italia iniziò una rapida decadenza. Ne approfittarono i Bizantini che riuscirono a completare, nel 553, la conquista della penisola italiana, ponendo la capitale a Ravenna. Durante la dominazione Bizantina, i Traversari ricoprirono varie cariche importanti e parteciparono agli avvenimenti più importanti di quel periodo.
Di certo si sa che i Traversari provenivano da una località omonima, oggi scomparsa, posta fra Ravennate e Forlivese (per la precisione, poco a meridione di S. Pietro in Vincoli e di S. Pietro in Campiano), antica sede di pieve .

## Storia

### Alto Medioevo
Girolamo Rossi (Historiarum ravennatum libri, Venezia, Aldo Manuzio, 1572), che abbozzò un albero genealogico del casato, trovò che il primo ad assumere la designazione di Traversaria fu il duca Paolo, morto nel 947. Un ramo della famiglia, verso l'anno 1000 si trasferì a Venezia, ottenendo il Patriziato. Da qui assunsero un nuovo cognome, dando inizio alla famiglia nobile veneta chiamata "Da Lezze". Il ramo principale del casato rimase in Romagna.

### Podestà di Ravenna
La famiglia Traversari era vassalla per antica tradizione dell'Imperatore, aveva molti possedimenti sia Ravenna che nel contado ed esercitava nella città un ruolo così predominante che quasi avrebbe potuto definirsi signoria.
Fuori della Romagna, i Traversari estendevano la loro influenza su molta parte del nord adriatico, come ad esempio risulta dal testamento di Rustico Traversari, che nel 1024 lasciò beni in Adria, Comacchio, Ravenna, Cervia, Imola, Faenza, Rimini, Jesi e Ancona. Le cronache dell'epoca ricordano Alberto Traversari (1060-1137), che militò sotto le insegne di Lotario II il Sassone, re di Germania, mentre suo fratello Giovanni morì nel 1162 durante l'assedio di Milano, militando sotto le insegne dell'imperatore Federico I Barbarossa. A Ravenna la loro sorella Sofia andò sposa a Pietro, Duca degli Onesti, mentre l'altro fratello Guglielmo accrebbe il potere dinastico sposando Marsilia, nipote della marchesa Matilde di Canossa.
Pietro II Traversari (figlio di Guglielmo) accompagnò a Venezia nel 1180 Federico I Barbarossa in un incontro storico con papa Alessandro III, avendo poi l'onore di ospitare l'imperatore nel suo palazzo di Ravenna. Nel 1181 fu il primo del casato ad essere nominato podestà di Ravenna. Sotto i Traversari Ravenna divenne una delle principali città ghibelline della Romagna. Pietro sposò in seconde nozze una delle più belle donne d'Italia, conosciuta con il nome di Emilia dei conti Guidi. Ciò non tolse che nell'ultimo decennio del XII secolo le famiglie Traversari e Guidi vennero alle armi per il possesso di Dovadola e di alcuni castelli nel Faentino.
Pietro III Traversaro (Traversaro e non Traversari dal nome del cognome che per primo Dante cita in Italiano nel XIV canto del purgatorio - prima di Dante in latino il casato veniva definito semplicemente come Domus Traversariorum) (figlio di Pietro II) è considerato uno dei più importanti e rinomati Traversari; fu come il padre un protettore di poeti ed artisti. Nato nel 1145, fu podestà di Ravenna dal 1218 al 1225 . Nel 1226 ricevette la visita dell'imperatore Federico II di Svevia e lo aiutò a formare un esercito contro la Lega Lombarda. Pietro rivestì nuovamente la carica di podestà nel 1229 e nel '33. Ebbe anche il titolo di Conte di Rimini per i servigi resi all'imperatore Federico II.
Le sue tre figlie convolarono a nozze con altrettanti re: 
- Ayca andò in sposa al re di Bretagna, Filippo Augusto (poi re di Francia);
- Elisabetta (Isabella; in ungherese: Erzsébet) sposò Stefano, figlio del re Andrea II d'Ungheria;
- Tramontana sposò re Alfonso II d'Aragona e acquisì in seguito la contea di Provenza.

Paolo II Traversaro (anche qui il primo a citare il cognome in italiano è il Boccaccio che segue Dante nella ridefinizione del cognome dal latino) (figlio di Pietro II) già a 14 anni prese in moglie Beatrice di Nontivoglia, donna colta, molto bella e di grande signorilità, cantata anche da vari poeti in lingua provenzale. Paolo II ebbe dodici figli, tra cui va ricordata Caterina, che fu la nonna della famosa Francesca (detta da Rimini). Caterina sposò Lamberto da Polenta, ebbe un figlio di nome Guido Magno, che fu poi il padre di Francesca .
La famiglia Traversari fu protettrice delle arti. Alla corte di Pietro Traversaro ebbero ospitalità i trovatori che erano già stati accolti favorevolmente a Ferrara dai marchesi d'Este. I nomi di Pietro e di altri familiari sono immortalati nei versi di Guglielmo de la Tor, di Alberto da Sisteron, di Amerigo da Peguilhan.
Nella letteratura, la famiglia Traversari è citata da Dante Alighieri (nella Divina Commedia). Pietro III (1145 ca. -1225) fu indicato come esempio ai romagnoli del suo tempo che avevano perduto le buone qualità dei propri avi (canto XIV del Purgatorio). Paolo II Traversaro (figlio di Pietro II) viene citato in un racconto del Novellino. Giovanni Boccaccio narra di Anastasio degli Onesti che, innamoratosi di una figlia di Paolo II Traversaro, la ottenne in moglie (Decamerone, novella VIII del V giorno). Ma non cita il nome, per cui non si sa se fosse la figlia Fidenzia o la figlia Ravenna. Tale novella è stata illustrata da Sandro Botticelli che, su commissione di Lorenzo il Magnifico, nel 1483 dipinse quattro pannelli raffiguranti il tormento eterno di una fanciulla e del suo cavaliere.

### Esilio da Ravenna
La potenza dei Traversari fu contrastata, in Romagna, dai conti di Bagnacavallo e di Cunio, e a Ravenna dalla famiglia Dusdei capitanata da Guido, cui successe il figlio Ubertino. Si arrivò alla guerra aperta nel 1218. Il 2 ottobre i Traversari assalirono le case dei Dusdei e dei loro alleati e li costrinsero a lasciare la città. I fuoriusciti si vendicarono attaccando Bertinoro (in novembre), dove la famiglia ravennate aveva numerose case e palazzi, radendoli completamente al suolo. Ma le lotte tra Guelfi (fedeli al Papa) e Ghibellini (pro Imperatore) non terminarono, coinvolgendo i Traversari e Ravenna in varie battaglie e assedi.
Nel 1239, dopo essere stata fedelissima alleata dell'imperatore, la famiglia mutò il fronte e si alleò con la parte guelfa. La reazione dell'imperatore fu immediata. Alla morte di Paolo II Traversaro, l'8 agosto 1240, il casato rimase senza eredi maschi. Federico II decise di impossessarsi di Ravenna e, dopo 3 giorni di assedio, entrò in città e cacciò i Traversari (15 agosto 1240). Molti membri della famiglia si salvarono, altri furono esiliati (grossa parte in Puglia). Tra gli esuli, Traversara Traversari andò sposa a Tommaso Fogliani di Reggio, conte di Romagna e nipote di papa Innocenzo IV. Tommaso Fogliani ottenne di rientrare a Ravenna con i diritti e gli onori che fino ad allora avevano avuto i Traversari. Alla morte di Tommaso, Traversara andò sposa a Stefano, figlio di Andrea, re d'Ungheria. L'imperatore Federico II, alla sua morte (1250) concesse la libertà a tutti i prigionieri (fece fede il testamento); questo permise ad Ayca Traversari (figlia di Paolo II Traversari) di poter tornare a Ravenna e, dopo varie battaglie legali, di ritornare in possesso dei beni della famiglia.
Tra il 1253 e il 1270 ci fu un periodo di relativa calma, grazie al controllo dell'arcivescovo Filippo Fontana, ma alla sua morte riesplosero i contrasti tra le famiglie nobili: Da Polenta contro i Traversari, poi Malatesta e Da Polenta contro i Montefeltro, poi Traversari contro i Da Polenta.

### Caduta di Ravenna
Nel 1275, Teodoro Traversari (figlio di Anastasio) perse la carica di podestà di Ravenna, che passò ai Da Polenta. Alcune famiglie del casato si trasferirono a Venezia, dove quasi tre secoli prima altre famiglie Traversari vi si erano trasferite. Altri famiglie ancora si trasferirono sull'Appennino forlivese, a Portico di Romagna e nella valle del Montone. I Da Polenta continuarono a governare Ravenna, ma nonostante i vari "perdoni", ai Traversari non fu permesso di ritornare in città. Teodoro Traversari andò esule, con il figlio Giovanni, a Costantinopoli. Taddeo Traversari, suo figlio Pietro e Tommaso Traversari furono famosi e valorosi capitani di ventura sotto le insegne dell'imperatore tedesco Ludovico il Bavaro.
La casata fu continuata principalmente da Jacopo Traversari (figlio di Pietro VI) con suo figlio Loth, dal quale nacque Bencivenni, padre di Ambrogio Traversari (1386-1439). Nel 1431 Ambrogio divenne priore generale dell'Ordine dei Camaldolesi ed ebbe grande parte nel Concilio di Ferrara e nel Concilio di Firenze, dove fu importante la sua opera di mediazione e conciliazione tra la Chiesa latina e quella greca, anche grazie alla sua conoscenza del greco e del latino. Lasciò parecchi libri e studi filosofici e teologici e fu dichiarato beato poco dopo la sua morte. A Portico di Romagna le famiglie Traversari, minacciate da Manfredi, signore di Faenza, fecero atto di sottomissione alla Repubblica fiorentina, godendo (loro e le future generazioni) gli stessi privilegi e onori concessi agli abitanti di Firenze.
Altri Traversari presero il cognome di Fabbri, continuandolo ad usare per lungo tempo, come risulta dagli atti notarili dell'Archivio di Stato di Firenze. Si hanno notizie di famiglie Traversari in Istria, probabilmente arrivate da Venezia e tra gli altri si ricorda l'umanista Luigi Traversari, docente dell'Università di Padova (1443). Antonio Traversari (vissuto a metà del secolo XV), figlio di Bencivenni, ebbe tre figli (Stagio, Jacopo e Sergio o Seresta), ognuno dei quali diede vita a una propria casata con una prolifica discendenza.

## Le casate fino alla fine del '700
La casata di Stagio Traversari visse prevalentemente nella zona di Portico di Romagna fino alla metà del '700, annoverando varie generazioni di Notai. A Portico di Romagna ricordano ancora la presenza dei Traversari con il Palazzo Traversari e la Piazza Ambrogio Traversari.
Anche la casata di Iacopo Traversari fu ricca, tra l'altro, di notai. Tra questi il figlio Francesco nel 1592 partecipò alla stesura del documento che concedeva ai Traversari e a tutti i loro successori il diritto di poter ritornare a Ravenna e di godere dei privilegi e delle proprietà come nel passato. A Ravenna esiste ancora 'Casa Traversari' in Via San Vitale 28 e una via è intestata a 'Pier Traversari - sec. XIII'. Quella di Jacopo fu una casata molto prolifica : tra gli altri, Achille (nipote di Jacopo) ebbe sei figli; Giacomo, morto nel 1686, nipote di Jacopo ebbe dieci figli; Orazio (pronipote di Jacopo) ebbe cinque figli e fu Provveditore alla Fortezza di Terra del Sole (Forlì).
La casata di Sergio Traversari (o Seresta) visse tra la Romagna e la Toscana, e in molti atti notarili è riportata anche con il cognome di Fabbri. Nei due secoli successivi, ci furono varie generazioni di Traversari tra le quali ricordiamo Cecilia, figlia di Giovan Antonio (famoso notaio) che nel 1613 andò in sposa a Bartolomeo Portinari di Firenze, 
discendente di Folco Portinari, padre di Beatrice Portinari, la Musa ispiratrice di Dante Alighieri.
Da Alessandro Traversari nacque Giuseppe Traversari (1797) la cui figlia Marianna (1823) si unì in matrimonio con Dini e nel 1847 nacque Alessandro, noto avvocato autore del libro 'Ambrogio Traversari e i suoi tempi'.

## Oggi
Attualmente i Traversari si trovano principalmente in Italia, con il gruppo veneto, quello sardo, e con famiglie anche in Romagna, Toscana e a Roma e nel sud Italia. Ma si hanno notizie di Traversari in Australia, Canada, Isole Britanniche, negli Stati Uniti d'America e soprattutto a Quito in Ecuador, questi ultimi imparentati con il maestro Pedro Pablo Traversari, musicista e compositore illustre, attivo tra la fine dell'Ottocento e gli inizi del Novecento.